# Michael Tonello
Michael Tonello (ur. 19 lipca 1958 w Massachusetts) – jeden z najbardziej poczytnych autorów i felietonista „The Huffington Post”. Ma swoją cotygodniową kolumnę o stylu, modzie i trendach na stronie Living Now.

## Życiorys
Przez wiele lat pracował w branży reklamowej, będąc jednym ze współzałożycieli agencji TEAM Artist Representative. Następnie został dystrybutorem wysokiej klasy produktów luksusowych, znajdując swoją niszę w sprzedaży przedmiotów marki Hermes, a szczególnie torby Birkin. W 2008 wydawnictwo HarperCollins opublikowało jego książkę W pogoni za torebką. Książka opowiada o przygodach autora, jako przedsiębiorcy na eBayu, który odwiedza na całym świecie butiki Hermesa w celu zdobycia w ciągu jednego dnia kultowej torebki Birkin dla swoich bogatych i znanych klientów.
Książka została przetłumaczona na kilkanaście języków, dotarła na trzecie miejsce listy bestsellerów „Boston Globe”.
Mieszka w Barcelonie ze swoim partnerem Juanem.

## Książki
- Bringing Home the Birkin (2008, polskie wydanie: W pogoni za torebką, tłum. Anna Gralak, Znak Literanova 2013).